# 黑勒河 (奧爾克河支流)
51°11′47.1″N 8°34′6.81″E / 51.196417°N 8.5685583°E

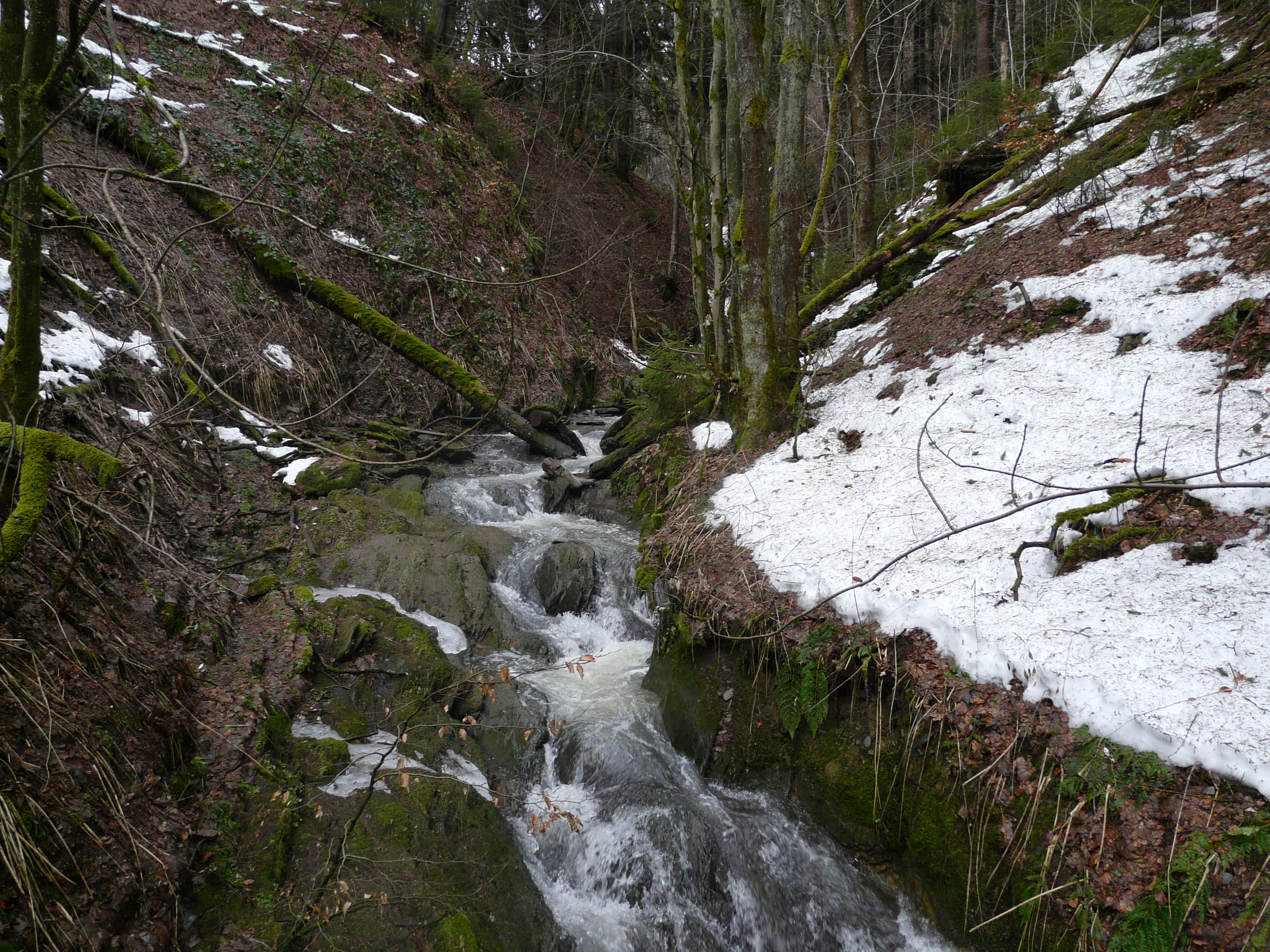

黑勒河（德語：Helle），是德國的河流，位於該國西部，處於北萊茵-威斯特法倫州，屬於奧爾克河的右支流，河道全長3.7公里，流域面積3.9平方公里。